# Eupithecia sierrae
Eupithecia sierrae là một loài bướm đêm trong họ Geometridae.